# Tiemo Wölken
Tiemo Wölken (ur. 5 grudnia 1985 w Otterndorfie) – niemiecki polityk i prawnik, działacz Socjaldemokratycznej Partii Niemiec (SPD), deputowany do Parlamentu Europejskiego VIII, IX i X kadencji.

## Życiorys
Absolwent prawa na Universität Osnabrück. Kształcił się także w zakresie prawa międzynarodowego na University of Hull. Został nauczycielem akademickim na Deutsche Universität für Verwaltungswissenschaften Speyer, a w 2016 uzyskał uprawnienia adwokata.
W wyborach europejskich w 2014 kandydował do PE na liście zastępców poselskich Socjaldemokratycznej Partii Niemiec. Mandat eurodeputowanego VIII kadencji objął w listopadzie 2016, zastępując Matthiasa Groote. W Europarlamencie dołączył do frakcji Postępowego Sojuszu Socjalistów i Demokratów. Z powodzeniem ubiegał się o reelekcję w 2019 i 2024.